# Kellarikari (ö, lat 61,69, long 21,56)
Kellarikari är en ö i Finland. Den ligger i vattendraget Ahlaistenjoki och i kommunen Björneborg i den ekonomiska regionen  Björneborgs ekonomiska region  och landskapet Satakunta, i den sydvästra delen av landet, 250 km nordväst om huvudstaden Helsingfors. Öns area är 1,7 hektar och dess största längd är 210 meter i sydöst-nordvästlig riktning.